# Дивљи у срцу (албум)
Дивљи у срцу је други студијски албум српске музичке групе Дивљи кестен, издат 1995. године за ПГП РТС. Музику и текстове за скоро све песме писао је фронтмен Игор Старовић, осим за песму Тешко ми је без тебе, за коју је музику радио Срђан Симић.

## Списак песама
Аутор(и) свих текстова: Игор Старовић, аутор(и) свих песама: Игор Старовић, песма 5 само Срђан Симић.
| №  | Назив                  | Трајање |  |
| 1. | Гори гори              | 3:41    |  |
| 2. | Ко ће сузе да ти брише | 4:42    |  |
| 3. | 16 година              | 3:49    |  |
| 4. | Наташа                 | 3:33    |  |
| 5. | Тешко ми је без тебе   | 3:28    |  |
| 6. | Очи зелене             | 3:57    |  |
| 7. | Ове године све         | 4:05    |  |
| 8. | Замисли                | 3:29    |  |